# 憍赏弥 (东南亚)
憍赏弥原是印度古国，在缅甸境内傣掸诸邦的编年史以及缅甸史籍中，同样记载有憍赏弥这个名称，勐卯、木邦等傣邦都将“憍赏弥”一名作为自己的梵名:37:67。中国云南德宏傣族称呼憍赏弥为果占璧:1。

## 传说故事
在木邦版本的故事中，“勐憍赏弥”的王后已怀孕，晒太阳时被“楞戛鸟”叼走，飞到一片森林中，王后生下一个小男孩，受到隐士阿腊嘎巴（Alakapa）的帮助，在森林中生活了许多年。天神给了小男孩一把神琴，小男孩名叫“混森武定”（Khun Hseng U Ting），“定”意为琴。后来小男孩长大，弹响神琴、驱使森林中的所有大象，回到勐憍赏弥，当上了国王:37-41。在今云南省瑞丽市的傣族中，也有同样的故事，主人公名为“混武定”，后来做了国王，改名“召武定”:287-295。

## 含义与异写
憍赏弥的英文写作Kawsampi、Kosambi或Koshanpyi:37。对于“Kawsampi”的释义，缅甸掸族学者召·赛蒙·芒莱认为指的是“每三年”（kaw为“每”，sam为“三”，pi为“年”），因木邦早期的统治者每三年一换:41-42。中国德宏傣族则认为“果占璧”意为“出产香软米的地方”:1。
关于“憍赏弥/果占璧”所指，中国史学界曾有过一番争议。德宏傣族学者认为果占璧就是勐卯，果占璧是尊号，称为“勐卯果占璧”:49。黄惠焜认为憍赏弥是勐卯的前身。法国东方学家马司帛洛在《宋初越南半岛诸国考》中提出，蒲甘国以北的傣族在十至十一世纪形成了由孟兴色、孟兴威、孟卯、孟兴古四大部落组成的联合体，名为憍赏弥，后来发展为元明时期的勐卯:165-167，宋蜀华、江应樑:174-176等中国学者赞同此说。何平认为历史上没有叫做憍赏弥或果占璧的国家，只是后人追称的名号。

### 九掸卑

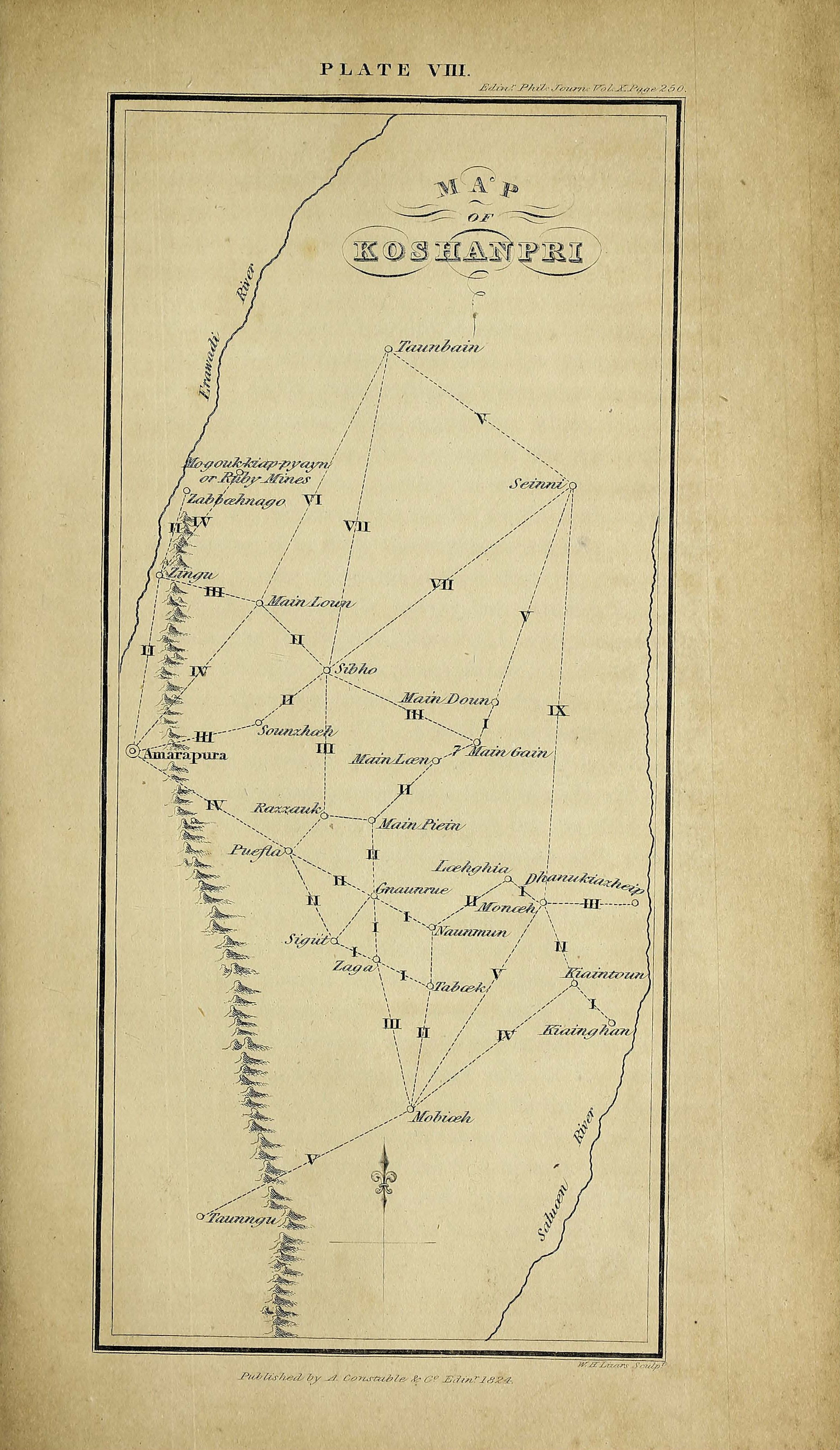
1824年《爱丁堡哲学杂志》中的九掸卑地图

“憍赏弥”一名，常与“九掸卑”（Koshanpyi）相混淆，九掸卑一名来自缅甸典籍:42，九掸卑又名“九卑当”（Kopyidoung），意为“九个掸族邦国”。九掸卑之名最早被介绍到西方:189，是1824年弗朗西斯·布坎南-汉密尔顿在《爱丁堡哲学杂志》（Edinburgh Philosophical Journal）第十卷发表的《九掸卑地图及说明》（Account of a Map of Koshanpri），汉密尔顿称他在阿瓦国王的仆从那里得到了这张地图，他将地图内容校注发表，至于“九掸卑”的含义，他对字面意思“九个掸族省”表示疑惑，因为强大的掸族土邦远不止九个，但他没有深入考察。随后，有多位学者给出了不同版本的九个掸族邦国列表，试图解答这一地名的含义:189。
| 不同版本的“九掸卑”     | 不同版本的“九掸卑” | 不同版本的“九掸卑” | 现代常用名   | 现代常用名          |
| 伯尼:124-125:292       | 汉内:56:292        | 哈威:323           | 汉语名       | 傣那语名            |
| Maingmo                |                    |                    | 蛮莫（八莫） | ᥛᥫᥒᥰ ᥛᥨᥝᥱ           |
| Tsi-guen               |                    | Sigwin             | 木邦（兴威） | ᥔᥦᥢᥲ ᥝᥤᥴ            |
| Ho-tha                 | Hotha              | Hotha              | 户撒         |                     |
| La-tha                 | Latha              | Latha              | 腊撒         |                     |
| Mo-na                  | Moongla            | Mona               | 干崖（盈江） | ᥛᥫᥒᥰ ᥘᥣᥲ / ᥛᥫᥒᥰ ᥢᥣᥲ |
| Tsan-da                | Santa              | Santa              | 盏达         | ᥓᥣᥢᥰ ᥖᥣ             |
| Mo-wun                 | Moongwoon          | Mowun              | 陇川         | ᥛᥫᥒᥰ ᥝᥢᥰ            |
| Kaing-mah              |                    | Kaingma            | 耿马         | ᥛᥫᥒᥰ ᥐᥪᥒ            |
| Maing-Lyin / Maing-Lyi |                    | Mainglyin          | 孟连         | ᥛᥫᥒᥰ ᥘᥥᥛᥰ           |
|                        | Moongmau           | Maingmaw           | 勐卯（瑞丽） | ᥛᥫᥒᥰ ᥛᥣᥝᥰ           |
|                        | Sanla              |                    | ?            | ?                   |
|                        | Moongsie           |                    | ?            | ?                   |
|                        | Moongtie           |                    | 南甸（梁河） | ᥛᥫᥒᥰ ᥖᥤᥰ            |

1973年，中国学者姚梓良将哈威《缅甸史》译为中文版，因此哈威版的“九掸卑”被中国学者所熟知:135。
此外，也有部分学者不认可“九掸卑”的字面含义“九个掸族邦国”。詹姆斯·乔治·斯科特认为，九掸卑一名是由憍赏弥演变而来，憍赏弥是来自印度的梵名，缅甸统治者不允许掸族拥有与佛教经典相关的名称，于是将之转写为九掸卑:190。缅甸掸族学者召·赛蒙·芒莱则反对斯科特的观点，因为缅甸各大掸族土司都有自己的梵名，中央朝廷尊重土司的梵名，另外缅文中是不会把憍赏弥写作九掸卑的，芒莱认为九掸卑指的是中国的傣族诸土司:42。泰国华人学者黎道纲认为，九掸卑是历史上缅族对傣掸民族联合体的称呼，公元16世纪傣掸地区佛教盛行后，改称憍赏弥。此外，还有学者认为九掸卑就是憍赏弥（果占璧），没有区别:49。

## 引用
1. ↑  汉密尔顿前往缅甸考察时，缅甸贡榜王朝的首都在阿瓦。
2. ↑  哈威版系转引玉尔《出使记》中的“九掸卑”，玉尔在《出使记》中罗列了伯尼与汉内的版本。哈威版“九掸卑”，除勐卯（Maing-mau）外，其余八个都在伯尼版本的九掸卑名单中，伯尼版本中还有一个蛮莫（Maingmo），哈威可能误将蛮莫与勐卯当做同一处地方，哈威版实际应是伯尼版。